# 了別
了別，音譯毘若底，又譯為了、識、了知、別知、識知、識別、記識、表識、表象，佛教阿毘達磨術語，意為識別、辨別、認知等，與識的意義接近，經常一起出現。瑜伽行唯識學派的根本宗義，「唯識無境」，梵文中就是使用這個字形成。

## 音義
在梵文中，了別這個單字，來自動詞字根（意為認知、知識、知道），加上詞頭vi-（朝向、分別、區別），形成動詞字根vijna。再加上詞尾，形成動詞vijnati，經由其使役格過去分詞vijnapayati，名詞化之後，形成這個單字。它與「識」來自於同一個字源。
了別與分別類似，都是對於外在事物（境）進行分辨的認知活動，但是了別在使用上是中性的，而分別往往帶有負面意義，是一種帶著成見的認知。此外，表色與無表色中的「表」就採用了這個單字，《俱舍論》解釋此字含義為「表示令他了知」。

## 概論
在《雜阿含經》中，以別知作為識的外顯功能，在《增一阿含經》中，識的功能為「識別是非、亦識諸味」，這是論書中以了別作為識的自性這一傳統的源頭。

## 說一切有部
說一切有部阿毘達磨中，以了知或了別，來表達識的功能。

## 瑜伽行派
無著和世親也曾以了別這個功能來解釋何為識蘊。在瑜伽行唯識學派的著作中，曾多次使用這個名詞來解釋其理論，特別是在解釋何為唯識時。

## 現代研究
玄奘在翻譯唯識學經論時，將vijnana和vijnapti二字，都被漢譯為「識」，而 vijnanamatrata 和 vijnaptimatrata 都被譯為「唯識」。這兩個術語是否應該區分，是理解唯識學派理論的關鍵之一。
學者宇井百壽根據梵文原義，提出了知（vijnapti）是認知的對象，為「所識」的「表識」，而識（vijnana）是認知的主體，為「能識」的「識體」。宇井百壽的見解，引起日本佛教研究者的注意，開始重新以梵文來理解這兩個字的不同。有人認為「唯識」（vijnaptimatrata）這個術語，應該與vijnanamatrata區分，改譯為「唯了別」、「唯表別」或「唯表」；但是也有學者支持玄奘的譯法。如何理解這兩個字義，牽涉到護法與安慧兩大學系之間的見解差異，此後成為現代唯識學研究的重要爭論焦點。

## 外部連結
- 葉阿月〈三法中的「所知」與「所識」之研究──以《阿毘達磨集論》為中心〉 （页面存档备份，存于）
- 陳一標〈真諦的「三性」思想--以《轉識論》為中心〉 （页面存档备份，存于）
- 查也〈唯識無境略解〉 （页面存档备份，存于）
- 〈「識」的詮釋——Vijñna與Vijñapti〉